# Eunidia nigrovittipennis
Eunidia nigrovittipennis là một loài bọ cánh cứng trong họ Cerambycidae.